# Infurcitinea nuristanica
Infurcitinea nuristanica är en fjärilsart som beskrevs av Petersen 1963. Infurcitinea nuristanica ingår i släktet Infurcitinea och familjen äkta malar.
Artens utbredningsområde är Afghanistan. Inga underarter finns listade i Catalogue of Life.